# Vireolanius
Vireolanius é um género de aves da família Vireonidae.

## Espécies
| Nome Binomial e Autor                           | Nome Comum              |
| ----------------------------------------------- | ----------------------- |
| Vireolanius eximius (Baird, 1866)               |                         |
| Vireolanius leucotis (Swainson, 1837)           | Assobiador-do-castanhal |
| Vireolanius melitophrys (Bonaparte, 1851)       |                         |
| Vireolanius pulchellus (Sclater & Salvin, 1859) |                         |